# Куреггурт
Куреггурт — деревня в Шарканском районе Удмуртской республики.

## География
Находится в восточной части Удмуртии на расстоянии приблизительно 4 км на запад-северо-запад по прямой от районного центра села Шаркан.

## История
Основана в 1860 году переселенцами из несуществующей ныне деревни Старый Шаркан, находившейся в двух верстах от нынешнего села Шаркан. Отмечалась в 1873 году как деревня Шаркан-Корчумвайская (Куречгурт) с 19 дворами. В 1893 году здесь 40 дворов, в 1905 — 54. С 1935 года настоящее название. До 2021 года входила в состав Шарканского сельского поселения.

## Население
Постоянное население составляло 138 человек (1873 год), 294 (1893, 256 удмуртов и 38 русских), 390 (1905), 48 человек в 2002 году (удмурты 83 %), 35 в 2012.